# Julius Lange (historien de l'art)
Pour les articles homonymes, voir Julius Lange.

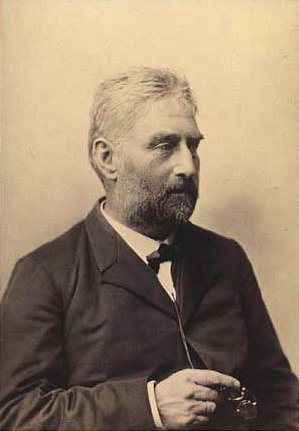
Julius Lange par Hansen, Schou & Weller (après 1889)

Julius Henrik Lange (1838-1896) est un historien de l'art et critique d'art de nationalité danoise.

## Biographie
Il est né le 19 juin 1838 à Vordingborg.
En 1858, il entre à l'université de Copenhague. Quelques années après, il accompagne un gentilhomme fortuné en Italie et y développe un intérêt pour l'histoire de l'art. En 1870, il devient assistant à l'académie royale des beaux-arts du Danemark. L'année suivante il est rattaché à l'université. En 1877, il devient membre de l'académie royale danoise des sciences et des lettres.
Il meurt le 19 août 1896 à Copenhague.
Il a pour frère Carl Lange, médecin et psychologue.

## La « loi de frontalité »
Pour un article plus général, voir Loi de frontalité.
Il est le premier à s'être penché sur l'étude de la frontalité des statues dans l'art « primitif » : « Le plan médian qu'on peut se figurer passant par le sommet de la tête, le nez, l'épine dorsale, le sternum, le nombril et les organes sexuels, et qui partage le corps en deux moitiés symétriques, reste invariable ne se courbant ni se tournant d'aucun côté. Une figure peut donc bien se courber en avant et en arrière, le plan médian ne cesse pas pour cela d'être un plan, mais il ne se produit ni flexion, ni torsion latérale, soit dans le cou, soit dans l'abdomen. »
Il note aussi que la frontalité ne concerne que le corps et la tête, les membres pouvant être dissymétriques ; et qu'elle existe seulement sur les statues et non sur les dessins. Il utillise la frontalité pour diviser l'histoire de l'art en deux périodes, car elle n'existe qu'au début de la civilisation, sur les statues exécutées par les peuples à civilisation inférieure : sauvages, Égyptiens, Babyloniens, Assyriens, Perses, Asiatiques avant la conquête d'Alexandre, Grecs et peuples d'Italie, jusqu'au Ve siècle av. J.-C. (en quoi il exclut le gothique roman et l'art populaire de l'époque contemporaine).

## Publications
- [1871] Michelangelo og Marmoret [« Michel-Ange et le marbre »], 58 p.
- [1876] Om Kunstværdi [« À propos de la Valeur de l'Art »]
- [1877] Det ioniske Kapitäls Oprindelse og Forhistorie [« Origines et Préhistoire des chapiteaux Ioniques »]
- [1879] Vor Kunst og Udlandets [« Nos Arts et l'Étrange »]
- [1881] Guder og Mennesker hos Homer [« Dieux et Hommes dans Homère »]
- [1885] Sergel og Thorvaldsen [« Sergel et Thorvaldsen »]
- [1889] Bastien-Lepage og andre Afhandlinger [« Bastien Lepage and Other Essays »]
- [1892] Billedkunstens Fremstilling af Menneskeskikkelsen i dens ældste Periode [« Représentation de la figure humaine dans sa période la plus précoce »]
- [Lange 1899] (de) Darstellung des menschen in des griechischen Kunst [« Représentation de l'Homme dans l'art Grec »], Strasbourg, éd. Heitz & Mündel, 1899, sur archive.org (lire en ligne).